# Rockford (Minnesota)
Rockford és una població dels Estats Units a l'estat de Minnesota. Segons el cens del 2000 tenia 3.484 habitants.

## Demografia
Segons el cens del 2000, Rockford tenia 3.484 habitants, 1.296 habitatges, i 929 famílies. La densitat de població era de 782,1 habitants per km².
Dels 1.296 habitatges en un 44,1% hi vivien nens de menys de 18 anys, en un 55,2% hi vivien parelles casades, en un 11,7% dones solteres, i en un 28,3% no eren unitats familiars. En el 21,8% dels habitatges hi vivien persones soles el 4,2% de les quals corresponia a persones de 65 anys o més que vivien soles. El nombre mitjà de persones vivint en cada habitatge era de 2,69 i el nombre mitjà de persones que vivien en cada família era de 3,17.
Per edats la població es repartia de la següent manera: un 31,9% tenia menys de 18 anys, un 7,7% entre 18 i 24, un 39% entre 25 i 44, un 16,7% de 45 a 60 i un 4,8% 65 anys o més.
L'edat mediana era de 31 anys. Per cada 100 dones de 18 o més anys hi havia 99,5 homes.
La renda mediana per habitatge era de 51.349 $ i la renda mediana per família de 56.607 $. Els homes tenien una renda mediana de 37.112 $ mentre que les dones 29.395 $. La renda per capita de la població era de 20.675 $. Entorn del 6,5% de les famílies i el 6,5% de la població estaven per davall del llindar de pobresa.

## Poblacions més properes
El següent diagrama mostra les poblacions més properes.